# Korund
Korund (šmirgl) je vrsta minerala, kristalni oblik aluminijevog oksida Al2O3. Na Mohsovoj skali se nalazi pod brojem 9 što znači da je na toj skali drugi najtvrđi mineral poslije dijamanta.